# Умм-Руваба
Умм-Руваба (араб. أم روابة‎) — город на юге Судана, расположенный на территории штата Северный Кордофан.

## География и климат
Город находится в юго-восточной части штата, на высоте 446 метров над уровнем моря.
Умм-Руваба расположен на расстоянии приблизительно 107 километров к востоку-юго-востоку (ESE) от Эль-Обейда, административного центра провинции и на расстоянии 320 километров к юго-юго-западу (SSW) от Хартума, столицы страны.
Климат тропический жаркий. Среднегодовое количество осадков — 300-450 мм.

## Демография
По данным последней официальной переписи 1983 года, население составляло 34 669 человек.
Динамика численности населения города по годам:
| 1973   | 1983   | 2012   |
| ------ | ------ | ------ |
| 19 713 | 34 669 | 51 466 |

## Экономика
Город является центром сельскохозяйственного производства. В окрестностях города культивируют просо, кунжут и сорго.